# Tropidodryas
Tropidodryas – rodzaj węży z podrodziny Dipsadinae w rodzinie połozowatych (Colubridae).

## Zasięg występowania
Rodzaj obejmuje gatunki występujące endemicznie w Brazylii. 

## Systematyka

### Etymologia
- Tropidodryas: gr. τροπις tropis, τροπιδος tropidos „kil”[5]; δρυς drus, δρυος druos „drzewo, zwłaszcza dąb”[6].
- Teleolepis: gr. τελεος teleos „idealny, doskonały”[7]; λεπις lepis, λεπιδος lepidos „łuska, płytka”, od λεπω lepō „łuszczyć”[8]. Gatunek typowy: Teleolepis striaticeps Cope, 1870.

### Podział systematyczny
Do rodzaju należą następujące gatunki: 
- Tropidodryas serra (Schlegel, 1837)
- Tropidodryas striaticeps (Cope, 1870)